# Mühlberg (Thüringer Schiefergebirge)
Der Mühlberg ist ein 609,2 m ü. NHN hoher Berg des Thüringer Schiefergebirges im Landkreis Saalfeld-Rudolstadt, Thüringen (Deutschland). 

## Geographische Lage
Der Mühlberg liegt im Naturpark Thüringer Wald zwischen den Ortschaften Deesbach im Westsüdwesten, Oberweißbach im Westen und Meura im Ostnordosten, unmittelbar an der Talsperre Leibis-Lichte, die den Berg im Norden umschließt. Nachbarberge sind der Aßberg (706,4 m) im Südosten sowie der Rauhhügel (802 m), der Mutzenberg (769,6 m) und der Spitze Berg (790,3 m) im Süden.